# 驰鹿科

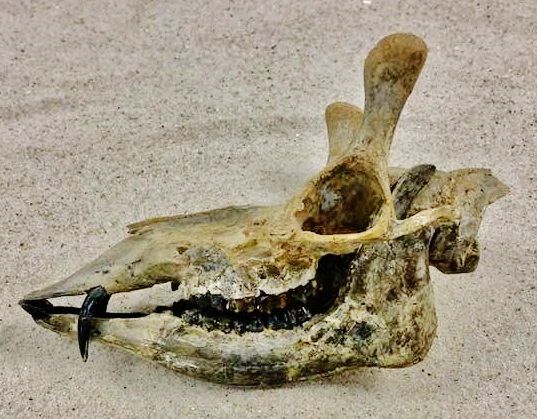
纤细研磨鹿（Aletomeryx gracilis）的头骨

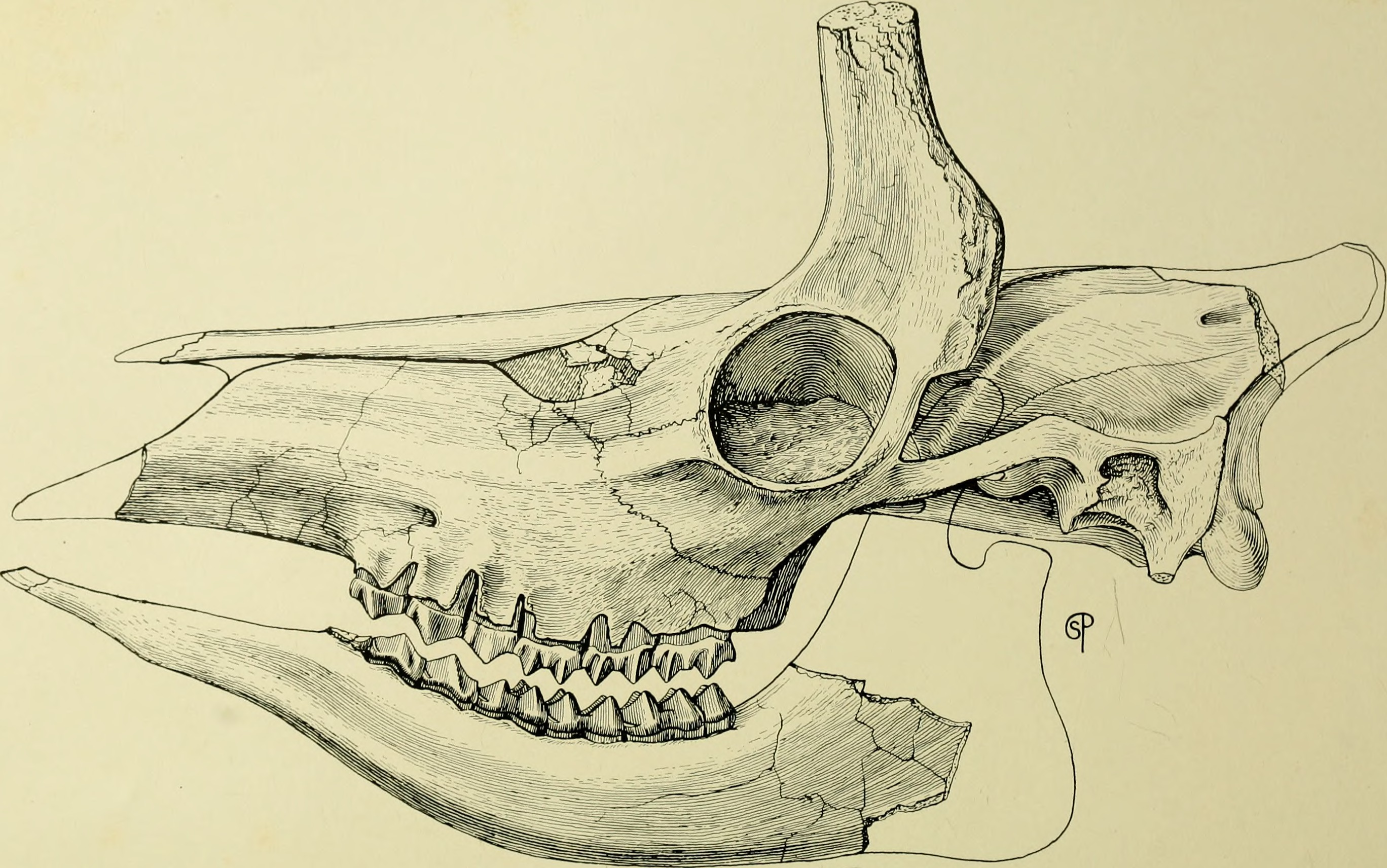
驰鹿属的头骨绘图

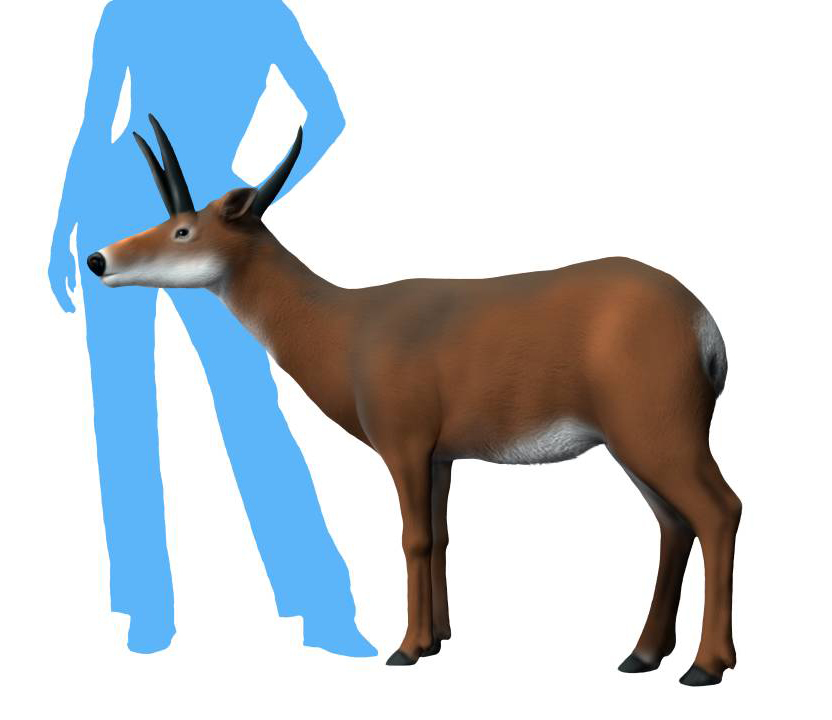
颅鹿属的复原图

驰鹿科（学名：Dromomerycidae）是一类已灭绝的哺乳动物，属于有角下目。驰鹿科包含两个亚科，从早中新世生存到了早上新世（5百万年前）。驰鹿科是新大陆特有的哺乳动物，没有留下后代。驰鹿科以前由于牙齿特征和骨角与古鹿科相似而被归类为该科的亚科，然而，最近的研究通过头骨顶部缺乏缝合线这一点将驰鹿科与长颈鹿形类（长颈鹿总科和古鹿科）区分开来，因为驰鹿科颅顶上没有缝合线，而缝合线通常参与了皮骨角的形成。因此，骨角的相似可能是趋同演化的结果。

## 描述
驰鹿科的特征是眼眶上方生出一对骨质角，这可能是雄性的典型特征，但研磨鹿属似乎两性都有骨角。一些驰鹿类的头骨还长有细长的中后部附属物，例如从后枕长出的角（例如原颅鹿属和颅鹿属）或位于鼻部的成对的骨质突起（如辛克莱鹿属）。与现存的鹿科动物或叉角羚相比，驰鹿科的外观相当奇特。驰鹿科的腿又长又细（特别是研磨鹿属），牙齿形态多种多样，低冠臼齿和高冠臼齿都有。

## 分类
驰鹿科是偶蹄目的一个科，属于有角下目。驰鹿科与有角下目内其他科的真正亲属关系尚不明确，但它们似乎可能与鹿科有关。
驰鹿类最初由弗里克（Frick）于1937年描述为一个亚科，并将中新世的一些北美反刍动物归入该亚科。詹里斯（Janis）和曼宁（Manning）在1998年进行的一项研究将驰鹿亚科提升为科。随后的研究阐明了驰鹿科内的分类， 该科分为至少两个亚科，研磨鹿亚科的骨角不发达但牙列和腿非常特化，而驰鹿亚科的腿较短，臼齿为低冠臼齿，但骨角更发达；驰鹿亚科包括两个族，驰鹿族（以额叶骨角的基部凸缘为特征）和颅鹿族（具有复杂而细长的后枕骨角）。

## 古生态学
驰鹿科可能栖息在茂密的林地和开阔的灌木丛/草原，主要以非草植被为食。似乎最后的驰鹿科（包括一些颅鹿族物种）经历了选择食物的生存压力，最终由于栖息地的干旱加剧而改变食物，转而取食更硬和纤维化的植物。驰鹿科的灭绝可能是由于干旱和气候变冷导致栖息地消失。

## 古生物地理学
驰鹿科最早到达南美洲的北美有蹄类之一。在玻利维亚和巴西发现的苏拉鹿属化石表明，驰鹿科早在南北美洲生物大迁徙之前就已经到达了南美洲北部地区，这通常被认为开始于上新世末期。